# Pasquale Esposito
Pasquale Esposito (Scafati, 25 novembre 1926 – Napoli, 22 ottobre 2014) è stato un flautista italiano.
Professore d'orchestra e Maestro presso vari Conservatori di Musica italiani, si è esibito come solista in molteplici occasioni, in Italia e all'estero, ed ha prodotto numerosi testi di didattica per flauto.

## Biografia

Pasquale Esposito all’età di 10 anni nella Banda del Comune di Scafati (SA)

Nacque a Scafati, in provincia di Salerno, da Gennaro, falegname con la passione del mandolino, e fin dalla più tenera età si dedicò allo studio della musica prima, all'età di sette anni, con il mandolino che però ben presto lasciò per passare al flauto, sotto la guida del Maestro Cirillo, tanto che già a nove anni suonava nella banda del paese come flautista. 
Nel 1938, si iscrisse al Conservatorio San Pietro a Majella di Napoli ove seguì i corsi dei Maestri Arrigo Tassinari e dal 1940, dopo il trasferimento di questi al Conservatorio di Roma, Francesco Mattia, diplomandosi il 10 luglio 1945 ed iniziando la carriera come musicista presso varie bande e orchestre spaziando tra la musica sinfonica, da camera e, durante la Seconda Guerra Mondiale, seguendo compagnie teatrali itineranti anche di avanspettacolo tra cui quelle di Erminio Macario, di Antonio de Curtis (in arte Totò) e di Gino Bramieri.
Nella stagione 1948-1949 venne scritturato quale "concertista" presso il Teatro V. Bellini di Catania; contestualmente, partecipò, vincendolo al concorso per l'ammissione nell'istituenda Orchestra Alessandro Scarlatti di Napoli diretta dal Maestro Franco Caracciolo, ove entrò come titolare nel 1949 proseguendo, tuttavia, nella sua attività concertistica. Nel 1956 l'Orchestra entrò a far parte dei complessi stabili della RAI ed il Maestro Esposito ne seguì la storia artistica fino al 1986, quando decise di dedicarsi, a tempo pieno, all'insegnamento del flauto presso il Conservatorio San Pietro a Majella di Napoli.
L’"Associazione Alessandro Scarlatti", nacque nel 1919 con la finalità di far conoscere la musica antica italiana e divenne ente morale nel 1948. Tra i fondatori, oltre a musicisti come Emilia Gubitosi, Franco Michele Napolitano,  Giovanni Tebaldini, si annoverano scrittori come Salvatore Di Giacomo e persone di cultura come Maria De Sanna. I primi concerti pubblici si tennero a partire dall’aprile del 1919, e già l’anno successivo l’Orchestra aveva raggiunto livelli di eccellenza tanto che, nel novembre 1920, Arturo Toscanini la scelse per il suo ultimo concerto italiano prima di partire per gli Stati Uniti. Rientrato in Italia nell’aprile del 1921, ancora il Maestro Toscanini prescelse la "Scarlatti" per i primi suoi due concerti italiani.
Nel 1949 nacque l'Orchestra da Camera "Alessandro Scarlatti", di cui fu direttore stabile il Maestro Franco Caracciolo.  Nel novembre 1956 l’Orchestra entrò a far parte dei complessi stabili della Radiotelevisione Italiana, si esibì all’estero in numerose tournée ed ospitò complessi musicali e corali stranieri. Nel 1975, all'Associazione Alessandro Scarlatti venne attribuita la medaglia d'oro del premio "Anziani della Musica".   Nel 1992, nel quadro di ristrutturazione della RAI, l’orchestra –così come quelle di Milano e Roma- venne sciolta, ma l’anno successivo, nel 1993, nacque la Nuova Orchestra Scarlatti, svincolata dalla RAI, ancora oggi attiva.
Nel 1951 venne prescelto per la Rassegna Regionale "Giovani Concertisti" e nel 1955 ottenne il 2º posto al "Premio Nazionale Concertisti". 
Durante la quasi quarantennale permanenza presso l'Orchestra "Scarlatti" si esibì sovente come solista, sia di flauto che di ottavino, con registrazione delle esibizioni e trasmissioni radiofoniche e televisive. Partecipò inoltre a tutte le tournée dell'Orchestra esibendosi, anche in questo caso, sovente come solista: 
- 1952 Francia (Parigi, Lione e Strasburgo);
- 1953 Belgio (Bruxelles);
- 1955 Austria (Salisburgo);
- 1955 Spagna (Madrid e Granada);
- 1956 Germania (Amburgo, Baden-Baden, Berlino, Colonia, Mannheim);
- 1959 Grecia (Atene);
- 1959 Turchia (Istanbul ed Ankara);
- 1959 Israele (Gerusalemme, Haifa e Tel Aviv);
- 1959 Iran (Teheran)[7];
- 1965 Germania (Monaco di Baviera);
- 1967 Canada (Montréal)[8].

Sotto il profilo didattico ha insegnato flauto, dal 1956 al 1958, presso il "Liceo Musicale Comunale G. Frescobaldi", oggi Conservatorio Girolamo Frescobaldi, di Ferrara nonché, dal 1962 al 1966, presso il Conservatorio Alessandro Scarlatti di Palermo. Dal 1966 al 1992 è stato, fino al 1971 come "incaricato" e da tale data come insegnante di ruolo, titolare della cattedra di flauto presso il Conservatorio di San Pietro a Majella di Napoli 
Durante la carriera di insegnamento ha prodotto testi didattici per flauto, vuoi elementari, vuoi per livelli più maturi, adottati in numerosi Conservatori italiani ed esteri.

## Opere didattiche
- "Avviamento al flauto, con tavola completa delle posizioni per il flauto sistema Böhm, esercizi preliminari, studi, esercizi tecnici, brani di autori classici e scale in tutti i toni", editrice Simeoli Napoli, cod. ES1321;
- "Venti studi facili per flauto (tratti dai "pezzi facili" di Johann Sebastian Bach)", editrice Simeoli Napoli, cod. ES1136;
- "Sei studi tecnici", editrice Simeoli Napoli, cod. ES1324;
- "Esercizi e studi dodecafonici", editrice Simeoli Napoli, cod. ES1319;
- "Metodo teorico pratico per il trasporto, per flauto, oboe, violino, per la preparazione degli esami di compimento del periodo inferiore e superiore", editrice Simeoli Napoli, cod. ES1323;
- "Tutti gli studi per gli esami del triennio superiore sperimentale di flauto" – due volumi-, editrice Simeoli Napoli, cod. ES1344;
- "Ricreazioni flautistiche: dodici brani celebri trascritti per flauto e pianoforte", editrice Curci, codice EC11647, ISBN 979-0-215-90057-8.

## Repertorio
- 1953 D. Cimarosa: Concerto in Sol maggiore per due flauti e orchestra[12]; solisti A. Tassinari e P.Esposito; Orchestra "A. Scarlatti" di Napoli, direttore F. Caracciolo;
- 1956 R. Zandonai: "Il flauto notturno", poemetto per flauto e piccola orchestra[13]; solista P. Esposito; Orchestra "A. Scarlatti" di Napoli, direttore G. Protasi;
- 1959 D. Cimarosa: Concerto in Sol maggiore per due flauti e orchestra (revisione della cadenza Antonio Cece); solisti J.C. Masi e P. Esposito; Orchestra "A. Scarlatti" di Napoli, direttore F. Caracciolo;
- 1959 J.S. Bach: IV Concerto Brandeburghese in Sol maggiore per violino, due flauti, orchestra d'archi e clavicembalo (Concerto Brandeburghese n. 4); solisti: violino G. Prencipe, flauti J.C. Masi e P. Esposito; Orchestra "A. Scarlatti" di Napoli, direttore F. Caracciolo Concerto brandeburghese N. 4 tempo 1° (Sol maggiore);
- 1959 (20 novembre) F. Martin: Allegro ben moderato; solista P. Esposito; Orchestra "A. Scarlatti" di Napoli, direttore F. Caracciolo;
- 1959 P. Hindemith: Sonata per flauto e pianoforte[14]; solisti: pianoforte L. Caramanna, flauto P. Esposito; Orchestra "A. Scarlatti" di Napoli, direttore F. Caracciolo;
- 1959 S. Allegra: "Canto della montagna" per flauto e pianoforte; solisti: pianoforte L. Caramanna, flauto P. Esposito; Orchestra "A. Scarlatti" di Napoli, direttore F. Caracciolo;
- 1961 (05 maggio) R. Zandonai: "Il flauto notturno", poemetto per flauto e piccola orchestra; solista P. Esposito; Orchestra "A. Scarlatti" di Napoli, direttore G. Protasi;
- 1961 A. Vivaldi: Concerto in Do maggiore per ottavino, Strumenti ad arco e cembalo F. VI n.ro 5[15]; solista P. Esposito; Orchestra "A. Scarlatti" di Napoli, direttore F. Caracciolo;
- 1962 (24 settembre) A. Renzi: Tre melodie religiose per flauto e orchestra; solista P. Esposito; Orchestra "A. Scarlatti" di Napoli, direttore A. Renzi;
- 1962 (27 novembre) M.G. Seiber: Pastorale e burlesca per flauto e archi; solista P. Esposito; Orchestra "A. Scarlatti" di Napoli, direttore L. Colonna;
- 1963 (09 febbraio) C.W. Gluck: Concerto in Sol maggiore per flauto e orchestra; Orchestra "A. Scarlatti" di Napoli, direttore J. Serebrier;
- 1964 (20 settembre) J.M. Leclair: Concerto in Do maggiore, opera VII per flauto, archi e cembalo; solista P. Esposito; Orchestra "A. Scarlatti" di Napoli, direttore L. Colonna;
- 1967 (28 febbraio) O. Calbi: Concertino per flauto e archi op. 46; solista P. Esposito; Orchestra "A. Scarlatti" di Napoli, direttore F. Scaglia;
- 1968 (26 marzo) N. Fiorda: "La legènde du Dieu Pan" per flauto, ottavino e archi, solista flauto e ottavino P. Esposito; Orchestra "A. Scarlatti" di Napoli, direttore F. Scaglia;
- 1972 A. Vivaldi: Concerto in Do maggiore per ottavino, archi e cembalo F. VI n.ro 4; solista P. Esposito; Orchestra "A. Scarlatti" di Napoli, direttore F. Caracciolo;
- 1972 J.S. Bach: IV concerto Brandeburghese in Sol maggiore per violino, due flauti, orchestra d'archi e cembalo; solisti: violino G. Prencipe, flauto P. Esposito; Orchestra "A. Scarlatti" di Napoli, direttore F. Caracciolo;
- 1977 A. Di Martino: Allegro da Concerto per flauto e pianoforte; solisti: pianoforte L. Caramanna, flauto P. Esposito; Orchestra "A. Scarlatti" di Napoli, direttore F. Caracciolo;
- 1980 Anonimo del XVIII secolo: Sonata in DO maggiore per flauto e archi (revisione Alfredo Cece); Orchestra "A. Scarlatti" di Napoli, direttore G. Garofalo;
- 1983 A.E.M. Gretry: Concerto in Do maggiore per flauto e archi; solista P. Esposito; Orchestra "A. Scarlatti" di Napoli, direttore F. Caracciolo;
- 1983 F. Martin: "Ballade" per flauto, orchestra a corde e piano; solista P. Esposito; Orchestra "A. Scarlatti" di Napoli, direttore F. Caracciolo;
- 1984 A. Scarlatti: Sonata in Re maggiore per flauto, archi e basso continuo[16]; solista P. Esposito; Orchestra "A. Scarlatti" di Napoli, direttore C. Prato;
- 1984 F. Mancini: Concerto X per flauto, archi e cembalo; solista P. Esposito; Orchestra "A. Scarlatti" di Napoli, direttore C. Prato.
- anno di registrazione non noto C. Debussy: Syrinx per flauto solo; solista P. Esposito;
- anno di registrazione non noto A. Di Martino: "Tema con variazioni per piano solo"; solista P. Esposito;
- anno di registrazione non noto A. Scarlatti: Sinfonia n.ro 5 in re minore (revisione R. Meylan), solisti: flauto A. Tassinari e P. Esposito; Orchestra "A. Scarlatti" di Napoli, direttore F. Caracciolo;
- anno di registrazione non noto A. Scarlatti: Concerto n.ro 3 in Fa maggiore; solisti: flauto A. Tassinari e P. Esposito; Orchestra "A. Scarlatti" di Napoli, direttore F. Caracciolo;
- anno di registrazione non noto G. Paisiello: Sinfonia "La scuffiara"; solisti: flauto A. Tassinari e P. Esposito; Orchestra "A. Scarlatti" di Napoli, direttore F. Caracciolo;
- A. Vivaldi: Concerto in Fa maggiore foglio VI, n. 1;
- A. Vivaldi: Concerto in Sol maggiore foglio XII, n. 49;
- A. Vivaldi: Concerto in Sol maggiore foglio VI, n. 8;
- A. Vivaldi: Concerto in Re maggiore "del Cardellino";
- A. Vivaldi: Concerto in Sol minore "La Notte";
- A. Vivaldi: Concerto in Do maggiore foglio VI n. 9 per ottavino;
- A. Vivaldi: Concerto in Do maggiore foglio VI n. 4 per ottavino;
- A. Vivaldi: Concerto in La minore foglio VI n. 5 per ottavino;
- A. Vivaldi: Concerto per due flauti e orchestra;
- D. Cimarosa: Concerto in Sol maggiore per due flauti e orchestra;
- J. Schmitt: Concerto per due flauti e orchestra opera 15;
- J.S. Bach: suite in Si minore;
- C.P.E. Bach: Concerto in Sol maggiore;
- M. Blavet: Concerto in La minore;
- L. Boccherini: Concerto in Re maggiore;
- J.M. Leclair: Concerto in Do maggiore;
- G.B. Pergolesi: Concerto in Sol maggiore;
- G.B. Pergolesi: Concerto in Re maggiore;
- C.W. Gluck: Concerto in Sol maggiore;
- A.E.M. Gretry: Concerto in Do maggiore;
- F. Danzi: III Concerto in Re minore;
- T. Albinoni: Concerto in Sol maggiore;
- G.Ph. Telemann: Suite per flauto e orchestra;
- J.P. de Boismortier: Concerto in La minore;
- J.C. Schickhardt: Concerto in Sol minore;
- G. Bialas: Concerto per flauto e orchestra;
- C.H. Graum: Concerto per flauto e orchestra;
- W.A. Mozart: Concerto in Sol maggiore K313;
- W.A. Mozart: Concerto in Re maggiore K314;
- W.A. Mozart: Concerto in Do maggiore per flauto, arpa e orchestra;
- W.A. Mozart: Andante in Do maggiore per flauto e orchestra;
- F.J. Haydn: Concerto in Sol maggiore;
- C. Reinecke: Concerto per flauto e orchestra opera 283;
- Ph. Mahler: Concertino per flauto e archi opera 28;
- L.E. Larssen: Concertino;
- W. Girnatis: Concerto per flauto e archi;
- R. Zandonai: "Il flauto nottrurno";
- H. Haug: Concertino;
- M. Seiber: Pastorale e Burlesca;
- J. Rivier: Concerto per flauto;
- F. Martin: Ballata;
- A. Schibler: Lyrisches Konzert opera 40;
- C. Arrieu: Concerto in Sol maggiore;
- O. Calbi: Concertino per flauto e archi;
- F. Margola: Partita per flauto e archi;
- G.F. Ghedini: Sonata da concerto per flauto e archi;
- R. Kattnigg: Concerto per pianoforte, flauto e archi;
- J. Françaix: Musique de cour per flauto, violino e archi;
- A. Honegger: Concerto da camera per flauto, corno inglese e archi;

## Interviste, menzioni e collaborazioni
- rivista FaLaUt: 2004 anno VI n.ro 20 p. 53 "Una vita con il flauto: Pasquale Esposito" intervista di F. Staiano;
- "La Scuola flautistica napoletana del XX secolo" di Renata Maione e Luigi Ottaiano – ed. Associazione Musicale Neapolis – (pp. 25 – 33 –39 – 75);
- a cura di Pasquale Esposito, Il flauto nei suoi aspetti acustici, tecnici e artistici di Theobald Böhm, con saggio introduttivo di Gianluca Petrucci, traduzione di Giuseppe Esposito, Milano, Conservatorio della Musica di Milano, 2006,  p. 158.